# Košarkaški klub Cibona 2005-2006
Questa voce raccoglie le informazioni riguardanti il Košarkaški klub Cibona nelle competizioni ufficiali della stagione 2005-2006.

## Stagione
La stagione 2005-2006 del Košarkaški klub Cibona è la 15ª nel massimo campionato croato di pallacanestro, la Prva hrvatska košarkaška liga.

## Roster
Aggiornato al 13 gennaio 2022.
| Cibona Zagabria VIP 2005-06 | Cibona Zagabria VIP 2005-06 |
| Giocatori                   | Staff tecnico               |
| --------------------------- | --------------------------- |

| N. | Naz.                                               | Ruolo | Nome                 | Anno | Alt.   | Peso   |  |
| -- | -------------------------------------------------- | ----- | -------------------- | ---- | ------ | ------ |  |
| 4  | Stati Uniti (bandiera)                             | P     | Scoonie Penn         | 1977 | 178 cm | 80 kg  |  |
| 5  | Croazia (bandiera)                                 | PG    | Davor Kus            | 1978 | 191 cm | 91 kg  |  |
| 6  | Croazia (bandiera)                                 | C     | Mate Skelin          | 1974 | 214 cm | 125 kg |  |
| 7  | Stati Uniti (bandiera)                             | AG    | Bennett Davison      | 1975 | 203 cm | 110 kg |  |
| 8  | Stati Uniti (bandiera) · Panama (bandiera)         | GA    | Chris Warren         | 1981 | 196 cm | 94 kg  |  |
| 9  | Croazia (bandiera)                                 | G     | Damir Rančić         | 1983 | 197 cm | 94 kg  |  |
| 10 | Stati Uniti (bandiera)                             | P     | Taliek Brown         | 1982 | 185 cm | 88 kg  |  |
| 10 | Croazia (bandiera)                                 | AP    | Marino Baždarić      | 1978 | 197 cm | 95 kg  |  |
| 11 | Croazia (bandiera)                                 | AP    | Davor Marcelić       | 1969 | 201 cm | 98 kg  |  |
| 13 | Croazia (bandiera)                                 | C     | Lukša Andrić         | 1985 | 208 cm | 112 kg |  |
| 16 | Croazia (bandiera)                                 | C     | Jurica Žuža          | 1978 | 208 cm | 118 kg |  |
| 20 | Croazia (bandiera)                                 | A     | Marin Rozić          | 1983 | 201 cm | 97 kg  |  |
| 21 | Croazia (bandiera)                                 | G     | David Grbešić        | 1979 | 194 cm |        |  |
| 22 | Croazia (bandiera)                                 | AG    | Ivan Perinčić        | 1977 | 209 cm | 100 kg |  |
| 23 | Macedonia del Nord (bandiera) · Croazia (bandiera) | P     | Aleksandar Ugrinoski | 1988 | 192 cm |        |  |
| 41 | Croazia (bandiera)                                 | C     | Alen Trepalovac      | 1985 | 215 cm |        |  |
| 52 | Croazia (bandiera)                                 | AG    | Damir Markota        | 1985 | 208 cm | 100 kg |  |

| Allenatore                                                     |
| - Dražen Anzulović                                             |
| Assistente/i                                                   |
| - Nessuno Legenda - (C) Capitano - (IN) Inattivo - Infortunato |

## Mercato

### Sessione estiva
| Acquisti | Acquisti             | Acquisti         | Acquisti      | Acquisti |
| R.       | Nome                 | da               | Modalità      |          |
| -------- | -------------------- | ---------------- | ------------- | -------- |
| P        | Scoonie Penn         | V.L. Pesaro      | definitivo    |          |
| C        | Mate Skelin          | Le Mans          | definitivo    |          |
| AG       | Bennett Davison      | Virtus Bologna   | definitivo    |          |
| AP       | Davor Marcelić       | Pau-Orthez       | definitivo    |          |
| G        | Damir Rančić         | Spalato          | definitivo    |          |
| PG       | Davor Kus            | AEK Atene        | definitivo    |          |
| AP       | Marino Baždarić      | Olimpija Lubiana | definitivo    |          |
| C        | Lukša Andrić         | Dubrava          | fine prestito |          |
| P        | Aleksandar Ugrinoski | Dubrava          | fine prestito |          |
| AG       | Ivan Perinčić        | Dubrava          | definitivo    |          |
| G        | David Grbešić        | Herm. Nantes     | definitivo    |          |
| C        | Alen Trepalovac      | Dubrava          | definitivo    |          |

| Cessioni | Cessioni        | Cessioni         | Cessioni       | Cessioni |
| R.       | Nome            | a                | Modalità       |          |
| -------- | --------------- | ---------------- | -------------- | -------- |
| C        | Márton Báder    | Free agent       | fine contratto |          |
| G        | Josip Vranković | Široki           | fine contratto |          |
| PG       | Marko Popović   | Efes Pilsen      | fine contratto |          |
| GA       | Branimir Longin | Siviglia         | fine contratto |          |
| P        | Vladimir Krstić | Minorca          | fine contratto |          |
| G        | Josip Sesar     | Široki           | fine contratto |          |
| AG       | Andrej Štimac   | Minorca          | fine contratto |          |
| C        | Joško Poljak    | Olimpija Lubiana | fine contratto |          |
| P        | Vedran Morović  | Olimpija Lubiana | fine contratto |          |

### Dopo l'inizio della stagione
| Acquisti | Acquisti     | Acquisti           | Acquisti      | Acquisti   |
| R.       | Nome         | da                 | Data          | Modalità   |
| -------- | ------------ | ------------------ | ------------- | ---------- |
| GA       | Chris Warren | Tibur. de Mazatlán | febbraio 2006 | definitivo |
| P        | Taliek Brown | Karşıyaka          | marzo 2006    | definitivo |

| Cessioni | Cessioni        | Cessioni         | Cessioni   | Cessioni       |
| R.       | Nome            | a                | Data       | Modalità       |
| -------- | --------------- | ---------------- | ---------- | -------------- |
| G        | David Grbešić   | Kvarner Rijeka   | marzo 2006 | fine contratto |
| AP       | Marino Baždarić | Olimpija Lubiana | marzo 2006 | rescissione    |